# Pražská šachová společnost
Pražská šachová společnost je české občanské sdružení pořádající šachové akce a podporující rozvoj šachu zejména vydáváním šachové literatury. Byla založena roku 2004 a jejím předsedou je novinář a organizátor Pavel Matocha.
Pražská šachová společnost uspořádala mimo jiné nejsilněji obsazený šachový turnaj v historii České republiky, Czech Coal Carlsbad Chess Tournament 2007, a řadu velmistrovských zápasů a turnajů včetně několika ročníků utkání Sněženky a machři, v nichž se utkávají mužští šachoví veteráni se současnými špičkami ženského šachu. Pravidelnou akcí Pražské šachové společnosti je Šachový vlak, objíždějící města střední Evropy se šachovým turnajem na palubě.
Kromě šachových knih vydává Pražská šachová společnost elektronický časopis Šachový týdeník, který se zájemcům rozesílá zdarma e-mailem.